# Emerson Fittipaldi
Emerson Fittipaldi (* 12. Dezember 1946 in São Paulo) ist ein ehemaliger brasilianischer Rennfahrer und zweifacher Formel-1-Weltmeister. Er wurde 1972 der bis dahin jüngste Weltmeister der Geschichte, bis der Rekord 2005 erstmals durch Fernando Alonso unterboten wurde.

## Karriere

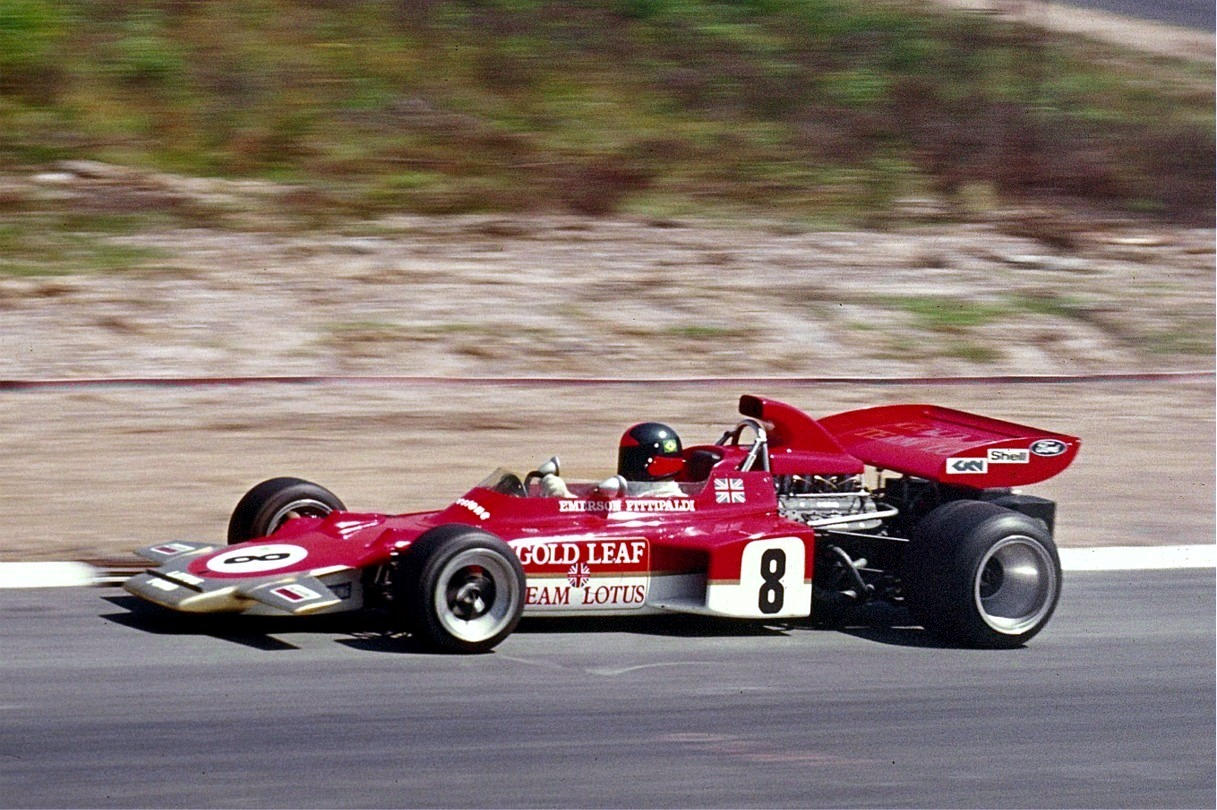
Fittipaldi 1971 im Lotus 72 auf dem Nürburgring

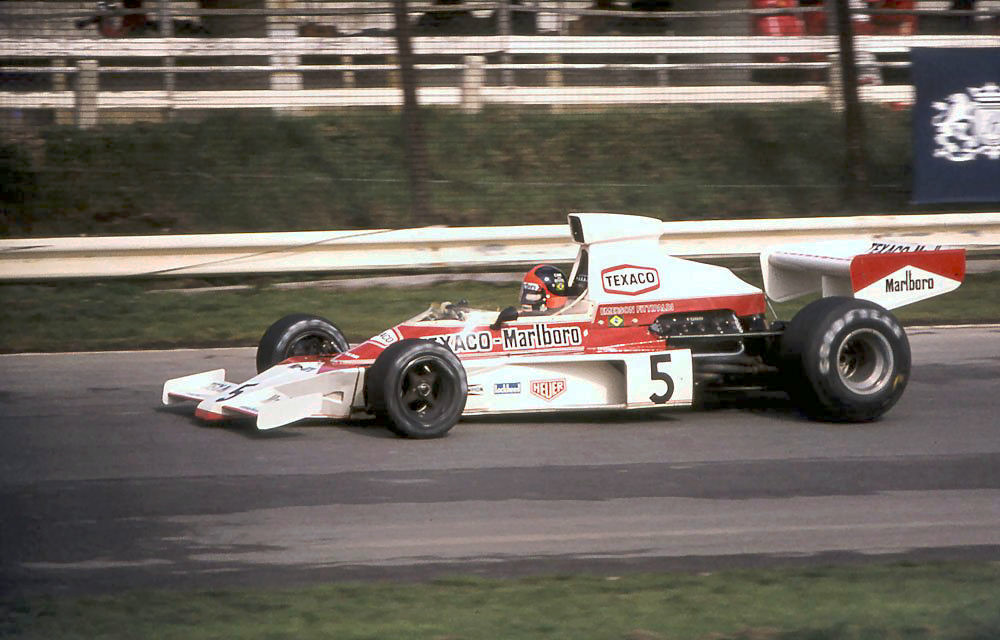
Fittipaldi im McLaren M23 von 1974

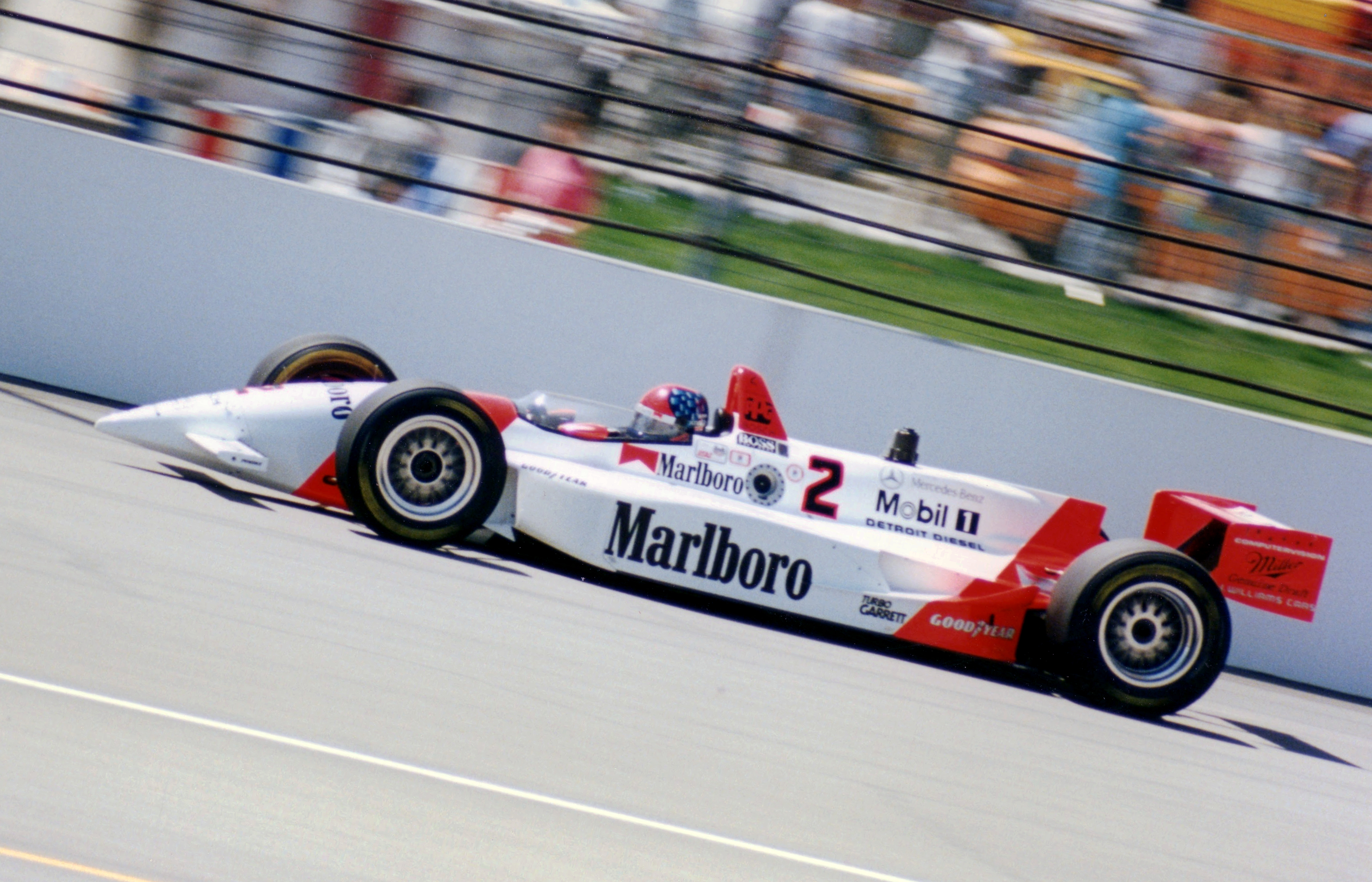
Fittipaldi beim Indy 500 von 1994

Nachdem er 1969 die britische Formel-3-Meisterschaft gewonnen hatte, kam Emerson Fittipaldi 1970 als dritter Fahrer neben Jochen Rindt und John Miles in das Lotus-Team zur Formel 1. Er verhalf praktisch Rindt zum Weltmeistertitel postum, als er völlig überraschend den Großen Preis der USA 1970 in Watkins Glen gewann. Bis 1973 fuhr er für das Team von Colin Chapman und wurde Weltmeister 1972. Im folgenden Jahr bekam Fittipaldi im Team mit Ronnie Peterson starke Konkurrenz. Mit zwei Spitzenfahrern verzettelte sich das Team etwas, sodass Jackie Stewart zu seinem dritten Weltmeistertitel fuhr. Fittipaldi wurde Vize-Weltmeister, Peterson WM-Dritter.
Emerson Fittipaldi hatte wahrscheinlich das Gefühl, dass Colin Chapman den Schweden Peterson begünstigte, und unterschrieb rechtzeitig für 1974 bei McLaren und dem dortigen Teamchef Teddy Mayer. Jackie Stewarts Rücktritt und der Neubeginn bei Ferrari begünstigte etwas seinen erneuten WM-Titel. Fittipaldi war zwar immer noch ein absoluter Spitzenfahrer, aber das Feuer, das er von 1970 bis 1972 hatte, war nicht mehr da. Er fuhr rationaler und besonnener. 1975 feierte er zwar mit seinem McLaren noch zwei Grand-Prix-Siege (Buenos Aires und Silverstone) und auch die Vize-Weltmeisterschaft. Doch dem aufstrebenden Niki Lauda und dessen Ferrari-Team konnte er kaum noch Paroli bieten.
Nach dieser Saison unterschrieb er für 1976 beim von Copersucar unterstützten Team seines Bruders Wilson Fittipaldi. Doch der Karriereknick war da. Von 1976 bis 1980, als er für das Copersucar/Fittipaldi-Team fuhr, verbesserte er sich bis 1978 zwar regelmäßig leicht, aber mehr als ein zweiter Platz (Großen Preis von Brasilien 1978 in Jacarepagua) sprang nicht heraus. 1979 und 1980 stagnierte das Team immer mehr und Fittipaldi verlor recht bald die Lust. Am 5. Oktober 1980 fuhr er in den USA seinen letzten Grand Prix.
1981 wechselte er ins Management des Fittipaldi-Teams. Spitzenfahrer des Teams war Keke Rosberg. Der Finne errang keinen einzigen WM-Punkt für das Team und qualifizierte sich bei fünf Rennen nicht einmal. Wie schwach das Fittipaldi-Auto wirklich war, zeigte sich ein Jahr später. Derselbe Keke Rosberg wurde im Williams-Ford Weltmeister.
Zwischen 1984 und 1996 fuhr „Emmo“ in der IndyCar World Series. Er gewann dort 1989 die Meisterschaft und das Indianapolis-500-Rennen. 1993 wiederholte er den Sieg bei den Indianapolis 500.
Nach einem schweren Feuerunfall 1996 beim Michigan 500 sowie einem Absturz mit seinem privaten Ultraleichtflugzeug im Jahr darauf beendete er seine Karriere als aktiver Rennfahrer. Im Jahr 2003 kehrte er als Teamchef eines eigenen Rennstalls in die Champ-Car-Serie zurück.
Für das brasilianische Nationalteam in der A1GP-Serie fungierte er ebenfalls als Teamchef.
2005 sorgte er für eine Überraschung, als er trotz seines inzwischen fortgeschrittenen Alters die Teilnahme an der GP Masters-Serie ankündigte und bereits im ersten Rennen knapp hinter seinem ehemaligen Champ-Car-Kontrahenten Nigel Mansell den zweiten Rang belegte.
2008 nahm er gemeinsam mit seinem Bruder Wilson am Steuer eines Porsche 997 GT3 an der brasilianischen GT3-Meisterschaft teil.
Er ist Mitglied der Laureus World Sports Academy.
Im November 2014 trat Fittipaldi erneut vom Rücktritt zurück und nahm in einem Ferrari 458 Italia des AF Corse Teams am 6-Stunden-Rennen in São Paulo teil, dem Finale der FIA-Langstrecken-Weltmeisterschaft (WEC).

## Privatleben
Emerson Fittipaldi lebt in dritter Ehe und hat sieben Kinder. Aus seiner ersten Ehe mit Maria Helena von 1970 bis 1982 stammen drei Kinder. Die Ehe mit Teresa brachte zwei Kinder hervor. Seine dritte Frau, die Ökonomin Rossana Fanucchi, heiratete er Anfang Dezember 2012 nach elf Jahren des Zusammenlebens. Mit ihr hat er zwei Kinder, den 2007 geborenen Sohn Emerson „Emmo Jr.“, der ebenfalls als Rennfahrer aktiv ist, und eine Anfang 2012 geborene Tochter.
Er lebt heute zeitweise in der Nähe seiner Geburtsstadt São Paulo, wo er eine Orangenplantage besitzt. Ein weiteres Hobby ist die Produktion von Zigarren. Bei der Präsidentschaftswahl in Brasilien 2018 unterstützte Fittipaldi den rechtsextremen Kandidaten Jair Bolsonaro.

## Statistik

### Statistik in der Automobil-Weltmeisterschaft
Diese Statistik umfasst alle Teilnahmen des Fahrers an der Automobil-Weltmeisterschaft.

#### Grand-Prix-Siege
| - 1970 USA (Watkins Glen) - 1972 Spanien (Jarama) - 1972 Belgien (Nivelles-Baulers) - 1972 Großbritannien (Brands Hatch) - 1972 Österreich (Spielberg) | - 1972 Italien (Monza) - 1973 Argentinien (Buenos Aires) - 1973 Brasilien (Interlagos) - 1973 Spanien (Barcelona) - 1974 Brasilien (Interlagos) | - 1974 Belgien (Nivelles-Baulers) - 1974 Kanada (Bowmanville) - 1975 Argentinien (Buenos Aires) - 1975 Großbritannien (Silverstone) |

#### Einzelergebnisse
| Saison | 1   | 2   | 3   | 4   | 5   | 6   | 7   | 8   | 9   | 10  | 11  | 12  | 13  | 14 | 15  | 16 | 17 |
| ------ | --- | --- | --- | --- | --- | --- | --- | --- | --- | --- | --- | --- | --- | -- | --- | -- | -- |
| 1970   |     |     |     |     |     |     |     |     |     |     |     |     |     |    |     |    |    |
|        |     |     |     |     |     | 8   | 4   | 15  | DNS |     | 1   | DNF |     |    |     |    |    |
| 1971   |     |     |     |     |     |     |     |     |     |     |     |     |     |    |     |    |    |
| DNF    | DNF | 5   |     | 3   | 3   | DNF | 2   | 8   | 7   | NC  |     |     |     |    |     |    |    |
| 1972   |     |     |     |     |     |     |     |     |     |     |     |     |     |    |     |    |    |
| DNF    | 2   | 1   | 3   | 1   | 2   | 1   | DNF | 1   | 1   | 11  | DNF |     |     |    |     |    |    |
| 1973   |     |     |     |     |     |     |     |     |     |     |     |     |     |    |     |    |    |
| 1      | 1   | 3   | 1   | 3   | 2   | 12* | DNF | DNF | DNF | 6   | DNF | 2   | 2   | 6  |     |    |    |
| 1974   |     |     |     |     |     |     |     |     |     |     |     |     |     |    |     |    |    |
| 10     | 1   | 7   | 3   | 1   | 5   | 4   | 3   | DNF | 2   | DNF | DNF | 2   | 1   | 4  |     |    |    |
| 1975   |     |     |     |     |     |     |     |     |     |     |     |     |     |    |     |    |    |
| 1      | 2   | NC  | DNS | 2   | 7   | 8   | DNF | 4   | 1   | DNF | 9   | 2   | 2   |    |     |    |    |
| 1976   |     |     |     |     |     |     |     |     |     |     |     |     |     |    |     |    |    |
| 13     | 17* | 6   | DNF | DNQ | 6   | DNF | DNF | 6   | 13  | DNF | DNF | 15  | DNF | 9  | DNF |    |    |
| 1977   |     |     |     |     |     |     |     |     |     |     |     |     |     |    |     |    |    |
| 4      | 4   | 10  | 5   | 14  | DNF | DNF | 18  | 11  | DNF | DNQ | 11  | 4   | DNQ | 13 | DNF |    |    |
| 1978   |     |     |     |     |     |     |     |     |     |     |     |     |     |    |     |    |    |
| 9      | 2   | DNF | 8   | 9   | DNF | DNF | 6   | DNF | DNF | 4   | 4   | 5   | 8   | 5  | DNF |    |    |
| 1979   |     |     |     |     |     |     |     |     |     |     |     |     |     |    |     |    |    |
| 6      | 11  | 13  | DNF | 11  | 9   | DNF | DNF | DNF | DNF | DNF | DNF | 8   | 8   | 7  |     |    |    |
| 1980   |     |     |     |     |     |     |     |     |     |     |     |     |     |    |     |    |    |
| NC     | 15  | 8   | 3   | DNF | 6   | 13* | 12  | DNF | 11  | DNF | DNF | DNF | DNF |    |     |    |    |

| Legende  | Legende            | Legende                                                          |
| Farbe    | Abkürzung          | Bedeutung                                                        |
| -------- | ------------------ | ---------------------------------------------------------------- |
| Gold     | –                  | Sieg                                                             |
| Silber   | –                  | 2. Platz                                                         |
| Bronze   | –                  | 3. Platz                                                         |
| Grün     | –                  | Platzierung in den Punkten                                       |
| Blau     | –                  | Klassifiziert außerhalb der Punkteränge                          |
| Violett  | DNF                | Rennen nicht beendet (did not finish)                            |
| Violett  | NC                 | nicht klassifiziert (not classified)                             |
| Rot      | DNQ                | nicht qualifiziert (did not qualify)                             |
| Rot      | DNPQ               | in Vorqualifikation gescheitert (did not pre-qualify)            |
| Schwarz  | DSQ                | disqualifiziert (disqualified)                                   |
| Weiß     | DNS                | nicht am Start (did not start)                                   |
| Weiß     | WD                 | zurückgezogen (withdrawn)                                        |
| Hellblau | PO                 | nur am Training teilgenommen (practiced only)                    |
| Hellblau | TD                 | Freitags-Testfahrer (test driver)                                |
| ohne     | DNP                | nicht am Training teilgenommen (did not practice)                |
| ohne     | INJ                | verletzt oder krank (injured)                                    |
| ohne     | EX                 | ausgeschlossen (excluded)                                        |
| ohne     | DNA                | nicht erschienen (did not arrive)                                |
| ohne     | C                  | Rennen abgesagt (cancelled)                                      |
| ohne     | keine WM-Teilnahme |                                                                  |
| sonstige | P/fett             | Pole-Position                                                    |
| sonstige | 1/2/3/4/5/6/7/8    | Punktplatzierung im Sprint-/Qualifikationsrennen                 |
| sonstige | SR/kursiv          | Schnellste Rennrunde                                             |
| sonstige | *                  | nicht im Ziel, aufgrund der zurückgelegten Distanz aber gewertet |
| sonstige | ()                 | Streichresultate                                                 |
| sonstige | unterstrichen      | Führender in der Gesamtwertung                                   |

### Einzelergebnisse in der Sportwagen-Weltmeisterschaft
| Saison | Team                  | Rennwagen   | 1   | 2   | 3   | 4   | 5   | 6   | 7   | 8   | 9   | 10  | 11  |
| ------ | --------------------- | ----------- | --- | --- | --- | --- | --- | --- | --- | --- | --- | --- | --- |
| 1971   | Escuderia Nacional CS | Porsche 917 | BUA | DAY | SEB | BRH | MON | SPA | TAR | NÜR | LEM | ZEL | WAT |
| 1971   | Escuderia Nacional CS | Porsche 917 | DNF |     |     |     |     |     |     |     |     |     |     |

### Einzelergebnisse in der FIA-Langstrecken-Weltmeisterschaft
| Saison | Team     | Rennwagen          | 1   | 2   | 3   | 4   | 5   | 6   | 7   | 8   |
| ------ | -------- | ------------------ | --- | --- | --- | --- | --- | --- | --- | --- |
| 2014   | AF Corse | Ferrari 458 Italia | SIL | SPA | LEM | AUS | FUJ | SHA | BAH | SAO |
| 2014   | AF Corse | Ferrari 458 Italia |     |     |     |     | 21  |     |     |     |